# Jakob Wegelin (Historiker)
Jakob Daniel Wegelin (* 19. Juni 1721 in St. Gallen; † 7. September 1791 in Berlin) war ein Schweizer Historiker, evangelischer Theologe und Philosoph. Er wirkte ab 1765 als Professor für Geschichte an der Ritterakademie in Berlin.

## Leben
Wegelin wurde 1721 in St. Gallen als Sohn des dortigen Spitalschreibers Daniel Wegelin geboren. Der Vater starb kurz nach der Geburt und Wegelin wurde in der Folge von seiner Mutter und seinem Stiefvater Laurenz von Zollikofer aufgezogen. Er besuchte die Lateinische Schule in St. Gallen und wurde nach dem Studium 1741 zum Hofmeister in Bern ernannt. 1743 kehrte er in seine Heimatstadt zurück, legte dort ein Examen in Theologie ab und wurde als Candidat des Predigtamtes angenommen. Das Direktorium der Kaufmannschaft bestimmte ihn zu einem künftigen Prediger der französischen Kirche. Zum Erlernen der französischen Sprache lebte er anschliessend von 1744 bis 1746 in Vevey. Ab 1747 war er als zweiter Prediger an der Französischen Gemeinde in St. Gallen tätig und führte neben dieser Tätigkeit seine Studien fort. Ein Jahr später wurde ihm zudem das Amt des Registrators der Stadtbibliothek übertragen. Nachdem er seit 1757 als Assistent eines Professors für Philosophie und Lateinische Sprache am Gymnasium in St. Gallen gewirkt hatte, wurde er im Jahr 1759 dessen Nachfolger. 
Der Schweizer Philosoph Johann Georg Sulzer lernte Wegelin auf einer Reise nach Winterthur kennen und schlug ihn nach seiner Rückkehr in Berlin König Friedrich II. als Professor für Geschichte an der Ritterakademie vor. Wegelin nahm das Angebot an und zog mit seiner Familie im April 1765 nach Berlin. In seinem ersten Jahr als Professor in Berlin wurde ihm zudem das Amt des Archivars der Akademie der Wissenschaften übertragen. 1766 wurde er zum ordentlichen Mitglied der Akademie gewählt.
Wegelin war ab 1750 mit Sabina Elisabetha Täschler, der Tochter eines St. Gallener Predigers verheiratet, mit der er sechs Kinder hatte. Nachdem er im Sommer 1791 an Fieber erkrankt war, starb er im September desselben Jahres an einem Schlaganfall.

## Werk
Wegelin verfasste zunächst vorwiegend religiöse und moralische Schriften. Während seiner Zeit in Berlin konzentrierte er sich auf die historische Forschung und arbeitete unter anderem acht Jahre lang an einer gross angelegten „Histoire universelle et diplomatique“, von der mangels Leserschaft jedoch nur die ersten sechs Bände realisiert wurden. Kritisiert wurde seine „sich bisweilen allzu weit wagende[…] Speculation“ sowie ein „allzu freigebig mitgetheilte[r] Reichthum[…] politisch-moralischer Maximen“. Bedeutender waren dagegen seine „Briefe über den Werth der Geschichte“ aus dem Jahr 1783 sowie seine von Isaak Iselin beeinflussten geschichtsphilosophischen Studien, „Mémoires sur la philosophie de l’histoire“.
Auswahl seiner Werke:
- Die letzten Gespräche Socratis und seiner Freunde. Zürich 1760.
- Religiöse Gespräche der Todten. Otto, Lindau 1763. (Digitalisat)
- Politische und moralische Betrachtungen über die spartanische Gesez-Gebung des Lycurgus. Otto, Lindau 1763. (Digitalisat)
- Considérations sur les principes moraux et caractéristiques des Gouvernements. Berlin 1766.
- Caractères historiques des Empereurs depuis Auguste jusqu'au Maximin. 2 Bde. Berlin 1768.
- Histoire universelle et diplomatique. Bd. 1 und 2, Berlin 1776, Bd. 3 und 4, Berlin 1777, Bd. 5 und 6, Berlin 1780.
- Briefe über den Werth der Geschichte. Himburg, Berlin 1783. (Digitalisat)